# Arenaria bolosii
Arenaria bolosii es una especie de planta  perteneciente a la familia  Caryophyllaceae. Es endémica de las Islas Baleares, España. Se hábitat natural son los matorrales tipo mediterráneo. Se le trata en peligro de extinción por pérdida de hábitat. 
Esta especie sólo se conoce de un solo sitio en la isla de Mallorca, en la parte central de la Sierra de Tramuntana.

## Taxonomía
Arenaria bolosii fue descrito por (Cañig.) L.Sáez & Rosselló y publicado en Collectanea Botanica a Barcinonensi Botanico Instituto Edita 25: 48. 2000[2001].
Etimología
Arenaria: nombre genérico que deriva del término latino arenarius  = "de arena, arenoso". Adjetivo sustantivado: la planta a la que J.Bauhin dio este nombre en 1631 vive en terreno arenoso.
bolosii: epíteto
sinonimia
- Arenaria grandiflora subsp. bolosii (Cañig.) P.Küpfer. basónimo[4]